# NGC 4661
NGC 4661 est une galaxie lenticulaire située dans la constellation du Centaure. Sa vitesse par rapport au fond diffus cosmologique est de 2 792 ± 49 km/s, ce qui correspond à une distance de Hubble de 41,2 ± 3,0 Mpc (∼134 millions d'al). NGC 4661 a été découverte par l'astronome britannique John Herschel en 1834.
À ce jour, quatre mesures non basées sur le décalage vers le rouge (redshift) donnent une distance de 46,675 ± 11,339 Mpc (∼152 millions d'al), ce qui est à l'intérieur des valeurs de la distance de Hubble. Notons cependant que c'est avec la valeur moyenne des mesures indépendantes, lorsqu'elles existent, que la base de données NASA/IPAC calcule le diamètre d'une galaxie et qu'en conséquence le diamètre de NGC 4661 pourrait être d'environ 19,5 kpc (∼63 600 al) si on utilisait la distance de Hubble pour le calculer.

## Groupe de NGC 4645
Selon A.M. Garcia, NGC 4661 fait partie du groupe de NGC 4645. Ce groupe de galaxies compte au moins 12 membres. Les autres galaxies du groupe sont NGC 4603, NGC 4645, NGC 4645B (=PGC 42813), NGC 4696A (=PGC 43120), NGC 4696D (=PGC 43149), ES0 323-5 (=PGC 43435), ESO 323-9 (=PGC 43479), PGC 43172, PGC 43506 et PGC 42793. La galaxie NGC 4603 fait partie de l'amas du Centaure et, en conséquence, ce groupe de galaxies en fait aussi partie.